# Peter Terting

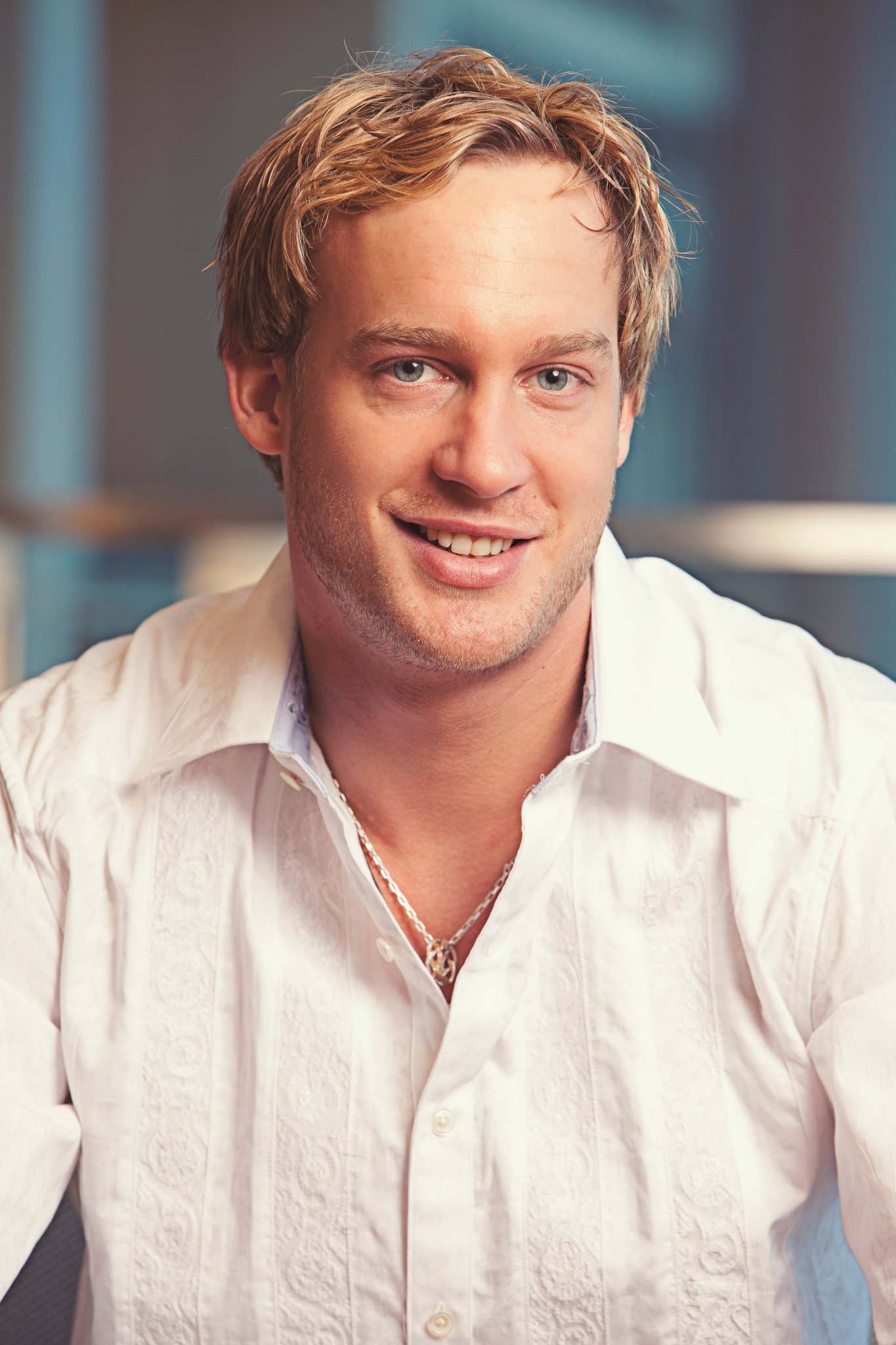
Peter Terting.

Peter Terting (Kempten, 19 februari 1984) is een Duits autocoureur.

## Carrière
Terting won de Volkswagen Lupo Cup in 2002, waardoor hij een zitje kreeg in de DTM bij het team Abt Sportsline in 2003. Dit bleek te hoog gegrepen en hij behaalde enkel in de laatste race op de Hockenheimring een punt, waardoor hij het kampioenschap als zeventiende afsloot.
In 2004 stapte Terting over naar het Duitse Seat Leon-kampioenschap, dat hij won. Hierdoor kreeg hij een zitje in het nieuwe World Touring Car Championship in 2005 bij het fabrieksteam van SEAT naast Rickard Rydell en Jordi Gené. Hij eindigde als twaalfde in het kampioenschap met één overwinning op het Autódromo Miguel E. Abed. In 2006 bleef hij voor het fabrieksteam van Seat rijden en verbeterde zichzelf naar de negende plaats met enkele tweede plaatsen als beste resultaat.
In 2007 verloor Terting zijn zitje bij Seat. In plaats hiervan maakte hij twee starts in zowel de International GT Open als het Spaanse GT-kampioenschap in een Sunred Engineering SR21. In zijn thuisrace op de Motorsport Arena Oschersleben keerde hij wel eenmalig terug in het WTCC voor Seat, waarin hij de eerste race uitviel en in de tweede race als 22e eindigde. In 2008 had Terting opnieuw geen fulltime zitje, maar maakte wel twee starts in de ADAC GT Masters in een Ferrari F430 voor het team Kessel Racing. Ook reed hij in de 24 uur van de Nürburgring in een R-Line Volkswagen GTI, waarin hij als tiende in zijn klasse eindigde. Ook in 2010 reed hij hier in een Volkswagen.
Terting was verloofd met eveneens autocoureur Katherine Legge. Zij verhuisden naar de Verenigde Staten toen Legge bij Dragon Racing ging rijden in de IndyCar Series in 2012. Terting kreeg zelf echter geen zitje in Amerika en keerde terug naar Duitsland. Hier ontmoette hij de exotische danseres Linda Offhaus, waarna hij de verloving met Legge verbrak en met Offhaus trouwde in 2013.